# Roberto Mottola
Roberto Mottola Di Amato (Nápoles, 29 de octubre de 1954) es un deportista italiano que compitió en vela en la clase Star.
Ganó una medalla de plata en el Campeonato Mundial de Star de 1986. Participó en dos Juegos Olímpicos de Verano, en los años 1972 y 1976, ocupando el quinto lugar en Montreal 1976, en la clase Star.

## Palmarés internacional
| \| Campeonato Mundial \| Campeonato Mundial \| Campeonato Mundial \| Campeonato Mundial \| \| Año \| Lugar \| Medalla \| Clase \| \| ------------------ \| ------------------ \| ------------------ \| ------------------ \| \| 1986 \| Capri (Italia) \| Medalla de plata \| Star \| |                |                  |       |
| Campeonato Mundial |                |                  |       |
| Año | Lugar          | Medalla          | Clase |
| 1986 | Capri (Italia) | Medalla de plata | Star  |